# Semecarpus anacardium
Espèce
Classification phylogénétique
Synonymes
Anacardium orientale Steud

Semecarpus anacardium ou Anacardium orientale, en anglais marking-nut tree, est un arbre de la famille des Anacardiacées. Il est proche de l'anacardier, qui donne la noix de cajou.

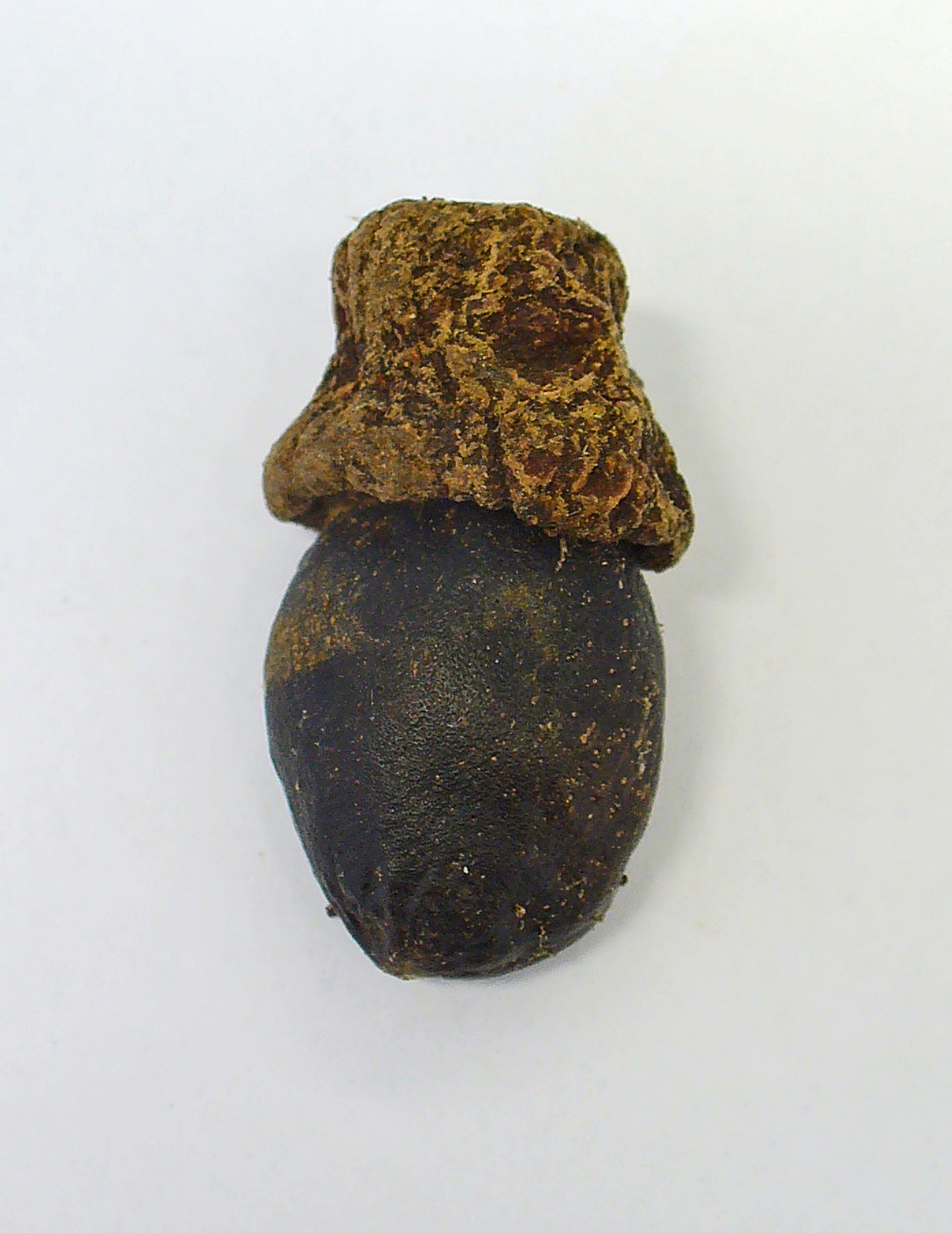
Fruit sec de Semecarpus anacardium (Anacardiacées), appelé couramment noix de marquage, en anglais marking-nut.

## Botanique
Le Semecarpus anacardium est un arbre classé dans la famille des Anacardiacées (anciennement dans celle des Térébinthacées, depuis divisées en Anacardiacées et Burséracées) et dans l'ordre des Sapindales. Il pousse principalement dans les montagnes de l'Inde du Nord-Ouest. Il a été également signalé en Sicile. Son fruit, la noix de marquage, ne doit pas être confondu avec la noix de cajou (Anacardium occidentale : l'Anacardier), ni avec la Fève de Malac (Avicenna tomentosa). La noix de marquage mesure environ 2 cm de long et se présente enfoncée dans un renflement du pédoncule floral, vaguement piriforme. Ce fruit est noir, ovale, plus ou moins aplati et ressemble au cœur d'un petit oiseau (d'où le nom anacardium : qui ressemble au cœur, en grec). Ce fruit contient un suc qui s'oxyde à l'air et fournit ainsi une encre noire indélébile toujours utilisée en Inde pour marquer le linge. Ce jus à l'état frais est fluide, comme du miel, et suffisamment caustique pour cautériser des verrues, des condylomes ou autres excroissances ,,.

## Utilisation médicale traditionnelle
En médecine arabe, Semecarpus anacardium est appelé Balador ; « Avicenne dit qu'il est chaud et sec au 4e degré, qu'il ulcère et brûle le sang et les humeurs, qu'il guérit la morphée, la gratelle & la pelade... Il est bon contre les maladies des nerfs...., et la paralysie. Il fait recouvrer la mémoire perdue, toutefois il trouble l'entendement et fait sortir la personne hors du sens ». Mal administré en dose pondérale, il peut être mortel. Ce Balador aurait été à l'origine du surnom de l'historien arabe Al-Balâdhurî qui mourut dans un état de délire agité à la suite de l'ingestion de ce médicament.[réf. nécessaire]
C'est la lecture de ces auteurs arabes anciens qui a incité Samuel Hahnemann à expérimenter Semecarpus anacardium sur l'homme sain,.

## Homéopathie
Samuel Hahnemann réalise son premier essai avec une trituration du jus séché atténué au millionième par trituration et dilution et secoué (ou « dynamisé ») « pour développer et potentialiser son pouvoir médicinal ». Sept sujets en bonne santé essayent avec lui ce produit sur eux-mêmes, et chacun rédigea au fur et à mesure la description modalisée des symptômes ressentis. La première liste de 1823 comprend 424 symptômes. Des expérimentations ultérieures ont ajouté 138 symptômes.